# Пятнистоусая лептура
Пятнистоусая лептура (Paracorymbia maculicornis) — вид жесткокрылых насекомых из семейства усачей. Насекомые населяют смешанные и хвойные леса. Имаго посещают цветки, в особенности зонтичных. Личинки развиваются в трухлявых валежинах хвойных — сосне обыкновенной, сосне чёрной, ели обыкновенной, а также широколиственных — лещине обыкновенной, буке европейском. Длина тела имаго 8—10 мм. Надкрылья у самок и у самцов жёлтые с чёрной вершиной и часто латеральной частью. 